# سيرجيو إيتشيجو
سيرجيو إيتشيجو (بالبرتغالية: Sérgio Echigo‏) هو صحافي ولاعب كرة قدم برازيلي في مركز الوسط، ولد في 28 يوليو 1945 في ساو باولو في البرازيل. لعب مع باوليستا وريد بل براغانتينو وشونان بلمار ونادي كورينثيانز.

## وصلات خارجية
- الموقع الرسمي